# 무차별 모드
컴퓨터 네트워킹에서 무차별 모드(Promiscuous mode)는 컨트롤러가 수신하는 모든 트래픽을 프레임만 전달하는 대신 중앙 처리 장치 (CPU)로 전달하도록하는 유선 NIC ( 네트워크 인터페이스 컨트롤러 ) 또는 WNIC (무선 네트워크 인터페이스 컨트롤러 ) 용 모드이다. 모든 트래픽 프레임은 컨트롤러가 수신하도록 특별히 프로그래밍되어 있다. 이 모드는 일반적으로 라우터 또는 유선 네트워크에 연결된 컴퓨터 또는 무선 LAN의 일부인 컴퓨터에서 발생하는 패킷 스니핑에 사용된다. 인터페이스는 하드웨어 가상화와 함께 자주 사용되는 소프트웨어 브리지에 의해 무차별 모드로 설정된다.
이더넷 또는 IEEE 802.11과 같은 IEEE 802 네트워크에서 각 프레임에는 대상 MAC 주소가 포함된다. non-promiscuous 모드에서는 NIC이 프레임을 수신할 때 프레임이 해당 NIC의 MAC 주소로 지정되거나 브로드 캐스트 또는 멀티 캐스트 주소 지정 프레임이 아닌 경우 프레임을 삭제한다. 그러나 무차별 모드에서 NIC는 모든 프레임을 허용하므로 컴퓨터가 다른 컴퓨터 또는 네트워크 장치용으로 의도된 프레임을 읽을 수 있다.
많은 운영 체제에서 무차별 모드를 활성화하려면 슈퍼유저 권한이 필요하다. 무차별 모드의 비 라우팅 노드는 일반적으로 동일한 브로드 캐스트 도메인(이더넷 및 IEEE 802.11의 경우) 또는 링 (토큰 링의 경우) 내의 다른 노드와 주고받는 트래픽 만 모니터링 할 수 있다. 동일한 이더넷 허브에 연결된 컴퓨터는 이 요구 사항을 충족하므로 무차별 모드의 악의적인 사용을 방지하기 위해 네트워크 스위치가 사용된다. 라우터는 라우팅하는 모든 트래픽을 모니터링 할 수 있다.
무차별 모드는 종종 네트워크 연결 문제를 진단하는 데 사용된다. 이 기능을 사용하여 네트워크를 통해 전송되는 모든 데이터를 사용자에게 보여주는 프로그램이 있다. FTP 및 Telnet과 같은 일부 프로토콜은 암호화없이 일반 텍스트로 데이터와 암호를 전송하며 네트워크 스캐너는 이 데이터를 볼 수 있다. 따라서 컴퓨터 사용자는 텔넷과 같은 안전하지 않은 프로토콜에서 대신 SSH와 같은 더 안전한 프로토콜을 사용하는 것이 좋다.

## 감지
무차별 모드는 네트워크에서 전송중인 개인 데이터를 캡처하기 위해 악의적 인 방식으로 사용될 수 있으므로 컴퓨터 보안 전문가는 무차별 모드에 있는 네트워크 장치를 탐지할 수 있다. 무차별 모드에서 일부 소프트웨어는 다른 컴퓨터로 주소가 지정되었더라도 프레임에 응답을 보낼 수 있다. 그러나 숙련된 스니퍼는 이를 방지 할 수 있다 (예 : 신중하게 설계된 방화벽 설정 사용). 예를 들면 잘못된 MAC 주소이지만 올바른 IP 주소로 ping (ICMP 에코 요청)을 보내는 것이다. 어댑터가 정상 모드에서 작동하는 경우이 프레임이 삭제되고 IP 스택이 이를 보거나 응답하지 않는다. 어댑터가 무차별 모드에 있는 경우 프레임이 전달되고 MAC 주소가 의미 없는 컴퓨터의 IP 스택이 다른 ping에 응답하는 것처럼 응답한다.  스니퍼는 ICMP 트래픽을 차단하도록 방화벽을 구성하여 이를 방지 할 수 있다.

## 무차별 모드를 사용하는 일부 애플리케이션
다음 애플리케이션 및 애플리케이션 클래스는 무차별 모드를 사용한다.
Packet Analyzer
- NetScout Sniffer
- Wireshark (formerly Ethereal)
- tcpdump
- OmniPeek
- Capsa
- ntop
- Firesheep

Virtual machine
- VMware's VMnet bridging
- VirtualBox bridging mode

Containers
- Docker with optional Macvlan driver on Linux

Cryptanalysis
- Aircrack-ng
- AirSnort
- Cain and Abel

Network monitoring
- KisMAC (used for WLAN)
- Kismet
- IPTraf
- Snort
- CommView

Gaming
- XLink Kai

## 같이 보기
- 패킷 분석기
- MAC 스푸핑
- 모니터 모드